# 池田政時

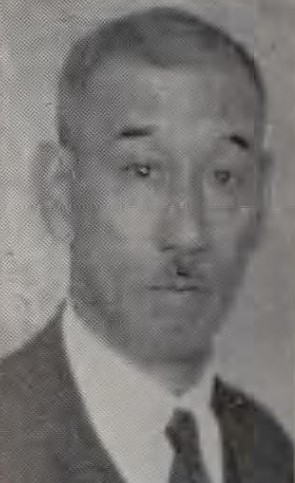
池田政時

池田 政時（いけだ まさとき、1872年10月1日（明治5年8月29日） - 1940年（昭和15年）7月9日）は、明治から昭和期の政治家、華族。貴族院子爵議員。位階勲等は正三位勲二等。

## 経歴
元岡山藩主・池田慶政の四男として生まれる。その後、旧備中生坂藩主・池田政礼の養子となる。養父の死去に伴い、1907年（明治40年）10月25日に子爵を襲爵した。
1887年（明治20年）アメリカ合衆国に留学し、その後、東京帝国大学法科大学を修了。1903年（明治35年）友隣生命保険に入社し、その後、十五銀行などで勤めた。
1911年（明治44年）7月10日、貴族院子爵議員に選出され、研究会に所属して活動し、死去するまで5期在任した。

## 親族
- 妻：八重子（京極高徳二女）[1]
- 養子：政英（子爵、旧名・公英、姉小路公政二男）[1]